# Ożyginskaja
Ożyginskaja (ros. Ожигинская) – wieś w Rosji, w obwodzie wołogodzkim, w rejonie wożegodskim. W 2010 roku liczyła 17 mieszkańców.